# Nissan Largo
O Largo é uma van fabricada pela Nissan para o mercado japonês. Possui versões de 7 ou 8 lugares.